# Lac Mercure
Pour les articles homonymes, voir Mercure.
Le lac Mercure est un lac de l'île principale des îles Kerguelen dans les Terres australes et antarctiques françaises (TAAF). Il est situé sur la presqu'île du Gauss.